# Schwalbenschwanzhaft

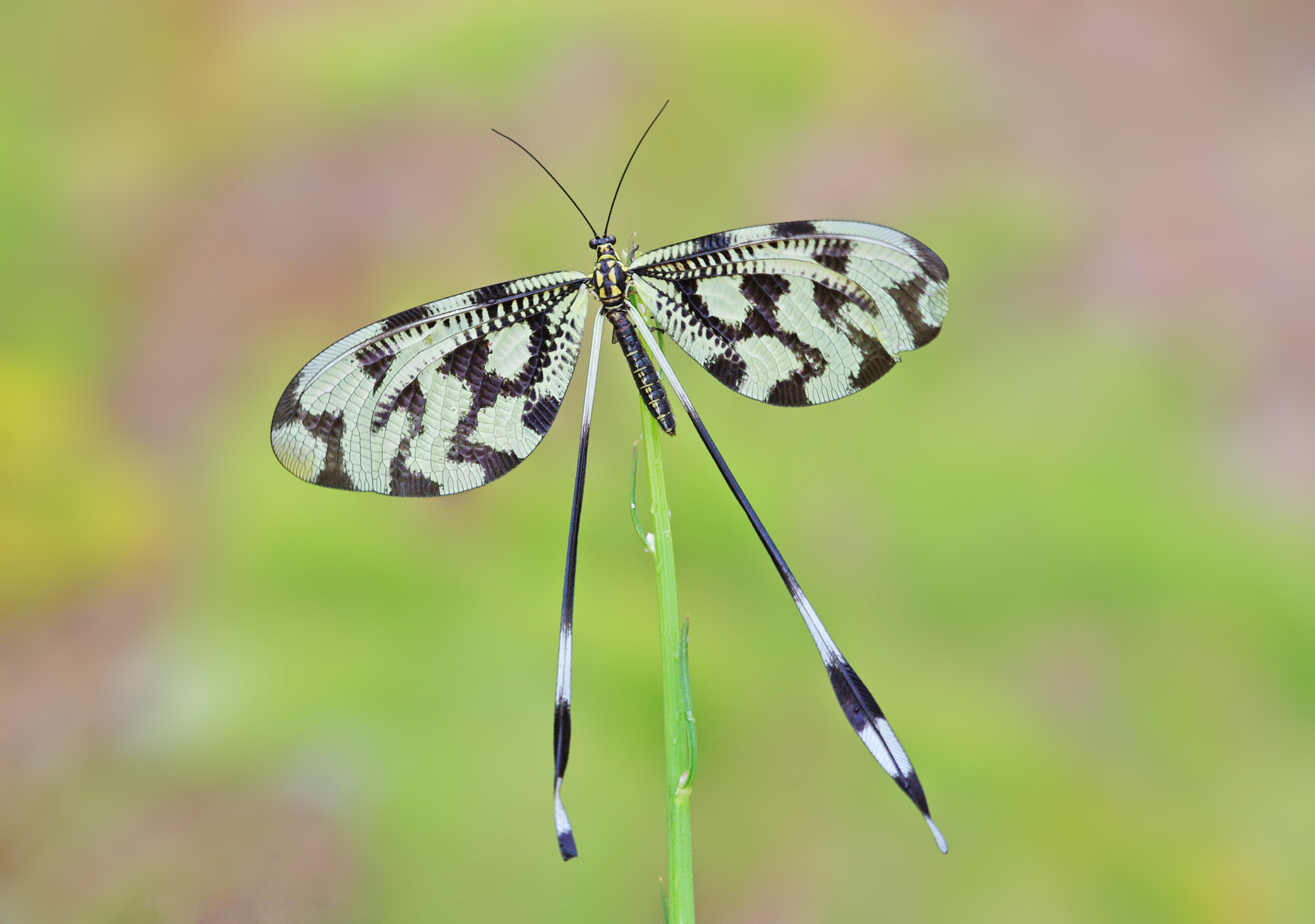
In dorsaler Ansicht sind die Flügel gut erkennbar

Der Schwalbenschwanzhaft (Nemoptera sinuata) ist eine in Europa und Vorderasien beheimatete Insektenart der Fadenhafte. Aus der Familie der Fadenhafte leben in Europa nur sieben Arten.

## Merkmale
Die Körperlänge beträgt bis zu 18 mm, die Flügelspannweite bis zu 76 mm. Die Flügel weisen basal eine H-förmige Zeichnung auf und sind etwas heller gefärbt als bei der nahe verwandten Art Nemoptera coa. Frisch geschlüpfte Larven sind etwa 2 mm lang und graben sich etwa 1 cm tief im Boden ein. Sie erreichen in späteren Larvenstadien Längen von etwa 5 mm.

## Verbreitung und Lebensraum
Die Art ist im östlichen Mittelmeerraum verbreitet. Dazu gehören Griechenland, Nordmakedonien, der Süden von Bulgarien, die Türkei und Armenien. Eventuell reicht das Verbreitungsgebiet bis in den Iran.
Die Art findet sich an trockenen, grasigen Hängen, in Macchie und lichten Wäldern.

## Lebensweise
Adulte Tiere fliegen von Mai bis August, meistens jedoch von Mai bis Juni. Sie sind tagaktiv und ihr Flug wirkt taumelartig. Für ihre Entwicklung sind warmes Wetter und eine geringe Windaktivität von Vorteil. Erwachsene Schwalbenschwanzhafte ernähren sich von Pollen verschiedener Pflanzenarten, beispielsweise Alyssum murale, Cota austriaca, Achillea coarctata und Onosma aucherana. Die bis zu 70 runden, weißen Eier werden in einem Zeitraum von etwa 10 Tagen morgens vom Weibchen auf dem Boden abgelegt. Nach 23–25 Tagen schlüpfen die Larven. Für Fadenhafte untypisch ernähren sie sich vor allem herbivor und ziehen Pflanzensäfte tierischer Nahrung in Form von Insekten vor.